# Wahlkreis Vogtland 2 (2004–2019)
Der Wahlkreis Vogtland 2 (Wahlkreis 2) war von 2004 bis zur Umstrukturierung der Wahlkreise im Jahr 2023 ein Landtagswahlkreis in Sachsen. Er umfasste die Städte Adorf/Vogtl., Bad Elster, Markneukirchen, Oelsnitz/Vogtl., Pausa-Mühltroff, Schöneck/Vogtl. und die Gemeinden Bad Brambach, Bergen, Bösenbrunn, Eichigt, Mühlental, Rosenbach/Vogtl., Theuma, Tirpersdorf, Triebel/Vogtl., Werda und Weischlitz im Vogtlandkreis. Wahlberechtigt waren bei der letzten Landtagswahl 2019 47.192 Einwohner.
Zu den Wahlen 2004 und 2009 trug der Wahlkreis den Namen „Wahlkreis Vogtland 2“. Zur Landtagswahl 2014 wurde der Name geändert: der ehemalige Wahlkreis Plauen wurde zum „Wahlkreis Vogtland 1“, der ehemalige Wahlkreis Vogtland 1 zum neuen „Wahlkreis Vogtland 2“, der ehemalige Wahlkreis Vogtland 2 zum neuen „Wahlkreis Vogtland 3“ und der Wahlkreis Vogtland 3 zum neuen „Wahlkreis Vogtland 4“.
Außerdem wechselten die vier Gemeinden des Verwaltungsverbandes Jägerswald vom Wahlkreis Vogtland 3 in den Wahlkreis Vogtland 2.

## Wahl 2019
Vorläufiges Ergebnis der Landtagswahl am 1. September 2019 im Wahlkreis 02 – Vogtland 2:
(Ergebnisse in Prozent)
| Direktkandidat   | Partei               | Direktstimmen | Listenstimmen |
| ---------------- | -------------------- | ------------- | ------------- |
| Andreas Heinz    | CDU                  | 38,2          | 37,3          |
| Janina Pfau      | Die Linke            | 12,5          | 9,4           |
| Gertrud Stade    | SPD                  | 7,5           | 8,1           |
| Ulrich Lupart    | AfD                  | 30,7          | 27,9          |
| Danny Przisambor | GRÜNE                | 5,7           | 5,0           |
| –                | NPD                  | –             | 0,6           |
| Christof Schwabe | FDP                  | 5,5           | 3,8           |
| –                | Freie Wähler         | –             | 3,6           |
| –                | Tierschutz           | –             | 1,6           |
| –                | Piraten              | –             | 0,2           |
| –                | Die PARTEI           | –             | 0,9           |
| –                | BüSo                 | –             | 0,1           |
| –                | ADPM                 | –             | 0,1           |
| –                | Blaue Partei         | –             | 0,3           |
| –                | KPD                  | –             | 0,1           |
| –                | ÖDP                  | –             | 0,2           |
| –                | Die Humanisten       | –             | 0,1           |
| –                | PDV                  | –             | 0,1           |
| –                | Gesundheitsforschung | –             | 0,6           |

| Wahlberechtigte | 47.192 |
| Wahlbeteiligung | 64,2 % |

## Wahl 2014
| Amtliches Endergebnis der Landtagswahl am 31. August 2014 in Sachsen im Wahlkreis 002 Vogtland 2 (Ergebnisse in Prozent) |

| Direktkandidat   | Partei          | Erststimmen in % | Zweitstimmen in % |
| ---------------- | --------------- | ---------------- | ----------------- |
| Andreas Heinz    | CDU             | 40,3             | 41,7              |
| Janina Pfau      | Die Linke       | 17,5             | 17,0              |
| Jörg Menke       | SPD             | 14,8             | 13,1              |
| André Ludwig     | FDP             | 3,9              | 3,6               |
| Danny Przisambor | GRÜNE           | 3,1              | 3,1               |
| -                | NPD             | -                | 5,1               |
| -                | Tierschutz      | -                | 1,0               |
| -                | PIRATEN         | -                | 0,6               |
| -                | BüSo            | -                | 0,1               |
| -                | DSU             | -                | 0,4               |
| -                | AfD             | -                | 11,6              |
| -                | pro Deutschland | -                | 0,1               |
| -                | FREIE WÄHLER    | -                | 2,1               |
| -                | DIE PARTEI      | -                | 0,3               |

## Wahl 2009
| Amtliches Endergebnis der Landtagswahl am 30. August 2009 in Sachsen im Wahlkreis 002 Vogtland 1 (Ergebnisse in Prozent) |

| Direktkandidat    | Partei          | Erststimmen in % | Zweitstimmen in % |
| ----------------- | --------------- | ---------------- | ----------------- |
| Andreas Heinz     | CDU             | 42,2             | 42,9              |
| Waltraud Klarner  | Die Linke       | 23,0             | 21,0              |
| Sandro Röder      | SPD             | 11,7             | 9,8               |
| Rico Döhler       | NPD             | 5,2              | 4,9               |
| André Ludwig      | FDP             | 11,8             | 9,8               |
| Michael Rannacher | GRÜNE           | 6,0              | 4,3               |
| -                 | Tierschutz      | -                | 2,1               |
| -                 | PBC             | -                | 1,2               |
| -                 | BüSo            | -                | 0,1               |
| -                 | DSU             | -                | 0,6               |
| -                 | REP             | -                | 0,5               |
| -                 | Freie Sachsen   | -                | 1,2               |
| -                 | FP Deutschlands | -                | 0,1               |
| -                 | Humanwirtschaft | -                | 0,3               |
| -                 | Piraten         | -                | 1,1               |
| -                 | SVP             | -                | 0,2               |

## Wahl 2004
Die Landtagswahl 2004 hatte folgendes Ergebnis:
| Direktkandidat    | Partei     | Erststimmen in % | Zweitstimmen in % |
| ----------------- | ---------- | ---------------- | ----------------- |
| Andreas Heinz     | CDU        | 43,5             | 41,5              |
| Waltraud Klarner  | PDS        | 25,2             | 21,1              |
| Hans-Günter Lange | SPD        | 11,7             | 9,9               |
| Lutz Bauer        | GRÜNE      | 5,5              | 3,6               |
| -                 | NPD        | -                | 10,8              |
| -                 | FDP        | -                | 5,8               |
| Ulrich Lupart     | DSU        | 11,2             | 2,9               |
| Andreas Bukschat  | PBC        | 2,9              | 2,0               |
| -                 | GRAUE      | -                | 0,5               |
| -                 | BüSo       | -                | 0,2               |
| -                 | AUFBRUCH   | -                | 0,3               |
| -                 | DGG        | -                | 0,3               |
| -                 | Tierschutz | -                | 1,2               |